# Pogonarthron petrovi
Pogonarthron petrovi là một loài bọ cánh cứng trong họ Cerambycidae.